# Móstoles
Móstoles là một đô thị trong Cộng đồng Madrid, Tây Ban Nha. Đô thị Torrejón de Velasco có diện tích 45,36 km², dân số theo điều tra năm 2010 của Viện thống kê quốc gia Tây Ban Nha là 206.000 người. Đô thị Torrejón de Velasco nằm ở khu vực có độ cao 620 mét trên mực nước biển. Thành phố này là một phần của vùng đô thị Madrid.